# Dalmacio Vélez Sársfield
Dalmacio Vélez Sársfield är en ort i Argentina.   Den ligger i provinsen Córdoba, i den centrala delen av landet, 500 km väster om huvudstaden Buenos Aires. Dalmacio Vélez Sársfield ligger 235 meter över havet och antalet invånare är 1 344.
Terrängen runt Dalmacio Vélez Sársfield är mycket platt. Runt Dalmacio Vélez Sársfield är det ganska glesbefolkat, med 24 invånare per kvadratkilometer.. Närmaste större samhälle är Las Perdices, 15,2 km sydväst om Dalmacio Vélez Sársfield.
Trakten runt Dalmacio Vélez Sársfield består till största delen av jordbruksmark.